# Муньос, Оскар
Оскар Луис Муньос Овьедо (исп. Óscar Luiz Muñoz Oviedo, 9 мая 1993, Магдалена, Колумбия) — колумбийский тхэквондист, бронзовый призёр Олимпийских Игр.

## Карьера
На Олимпийских играх в Лондоне выступал в весовой категории до 58 кг. По ходу турнира он победил алжирца Мокдада эль Ямина (8—1) и йеменца Тамима аль Кубати (14—2), однако в полуфинале уступил испанцу Хоэлю Гонсалесу (4—13). В бою за бронзовую медаль победил тайца Пен-Ек Каракета (6—4).